# 绿湍蛙
绿湍蛙（学名：Amolops iriodes），一种分布于越南东北部和中国云南省等地区的两栖动物，隶属于蛙科湍蛙属。模式产地为越南河江省渭川县高蒲社 Tay Con Linh II 山。